# Ведмедевка (Киевская область)
Ведме́девка (укр. Ведмедівка) — село, входит в Мироновский район Киевской области Украины.
Население по переписи 2001 года составляло 283 человека. Почтовый индекс — 08812. Телефонный код — 4574. Занимает площадь 16,38 км². Код КОАТУУ — 3222981502.

## Местный совет
08812, Київська обл., Миронівський р-н, с.Грушів, вул.Леніна,27